# Obuasi
Obuasi ist eine Stadt mit ca. 140.000 Einwohnern in der Ashanti Region Ghanas an der Bahnlinie von Takoradi nach Kumasi.

## Rohstoffe
Die Stadt beherbergt die ergiebigste Goldmine Ghanas. Gold wird von den Aschanti bei Obuasi seit dem 17. Jahrhundert gewonnen. Dieses Gold war – zusammen mit dem Sklavenhandel – eine der Grundlagen für den Wohlstand und die Macht des Aschantireiches vom 17. bis 19. Jahrhundert. Ab 1890 betrieben Europäer hier modernen Goldbergbau und immer noch ist die Mine eine der zehn ergiebigsten der Welt.  Seit 1965 betreibt die private Ashanti Goldfields Corporation (inzwischen mit der südafrikanischen Gesellschaft AngloGold verschmolzen, und jetzt AngloGold Ashanti) den Abbau. Der Goldabbau bedeutet für die Stadt allerdings auch eine erhebliche Umweltbelastung, z. B. durch Arsen im Grundwasser.
2010 wurden die abbaubaren Reserven des Goldes im Erz auf 60 Millionen Feinunzen geschätzt.

## Einwohnerentwicklung
Die folgende Übersicht zeigt die Einwohnerzahlen nach dem jeweiligen Gebietsstand seit der Volkszählung 1970.
| Jahr | Einwohner |
| ---- | --------- |
| 1970 | 31.005    |
| 1984 | 60.617    |
| 2000 | 115.564   |
| 2010 | 143.644   |

## Vereine und soziales
Obuasi ist Sitz des Bistums Obuasi.
Der Fußballklub der Stadt ist der Ashanti Gold Sporting Club.

## Söhne und Töchter der Stadt
- Eric Agyemang (* 1980), Fußballspieler
- Opoku Agyemang (* 1989), Fußballspieler
- Robert Boateng (* 1974), Fußballspieler
- John Mensah (* 1982), Fußballspieler
- Nancy Mensah-Offei (* 1989), österreichische Schauspielerin
- George Owu (* 1982), Fußballspieler